# Hotel Damier

Voorgevel van Hotel Damier

Hotel Damier is het oudste hotel van België en een van de oudste hotels in Europa. Het is gelegen in het centrum van Kortrijk en heeft een rijke geschiedenis die teruggaat tot de 14e eeuw. Het hotel bevindt zich aan de Grote Markt en wordt gekenmerkt door de 18e-eeuwse rococogevel.

## Geschiedenis

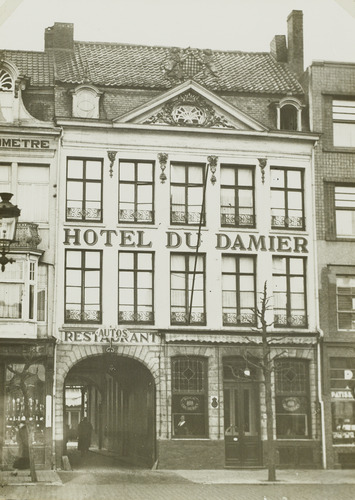
Gevel Hotel Damier

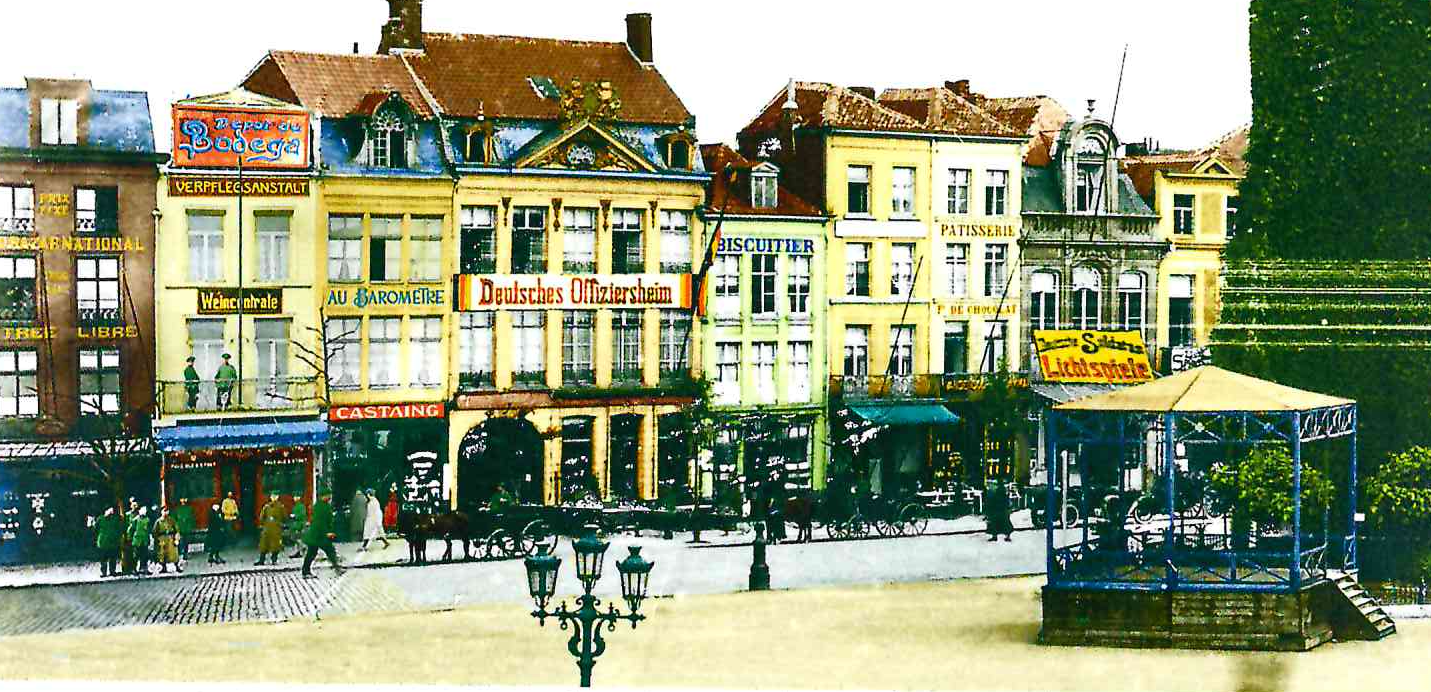
Hotel Damier

De oorsprong van Hotel Damier gaat terug tot de 14e eeuw, toen op de locatie al een herberg bestond. Door de eeuwen heen heeft het gebouw verschillende transformaties ondergaan. De huidige gevel in rococostijl dateert uit de 18e eeuw en is een van de meest herkenbare elementen van het hotel.
In de loop der tijd heeft Hotel Damier talrijke bekende gasten ontvangen, waaronder diplomaten, kunstenaars en prominente figuren uit de zakenwereld. Zo zou onder andere de Franse keizer Napoleon Bonaparte hier verbleven hebben tijdens een van zijn campagnes. Ook andere historische figuren, zoals Dwight D. Eisenhower, de Amerikaanse generaal en latere president, en de Franse schrijver Victor Hugo, hebben in het hotel overnacht.
Tijdens de Eerste en Tweede Wereldoorlog speelde het hotel een rol als ontmoetingsplaats voor zowel soldaten als burgers. Ondanks de turbulente tijden wist Hotel Damier steeds zijn status als luxe-accommodatie te behouden. In de loop van de 20e en 21e eeuw heeft het hotel meerdere renovaties ondergaan om zijn historische karakter te behouden terwijl het voldoet aan moderne comforteisen.

## Architectuur
Het gebouw heeft een kenmerkende rococogevel uit de 18e eeuw, met sierlijke ornamenten en een elegant ontwerp dat typerend is voor die periode. De binnenruimtes combineren historische elementen, zoals hoge plafonds en klassieke kroonluchters, met hedendaags comfort. Originele architectonische details, zoals decoratieve stucwerkafwerkingen en antieke vloeren, zijn zorgvuldig bewaard gebleven tijdens restauraties.

## Eigenaren
Door de eeuwen heen heeft Hotel Damier meerdere eigenaars gekend, waaronder lokale ondernemers en hotelketens die hebben bijgedragen aan de modernisering en het behoud van het pand. In de 20e en 21e eeuw werd het hotel beheerd door verschillende families en investeerders, die telkens verbeteringen aanbrachten zonder de historische charme aan te tasten.